# HH 30
HH 30 è un oggetto di Herbig-Haro visibile nella costellazione del Toro, ad una distanza di 450 anni luce dal sistema solare, localizzato nella Nube del Toro. Osservato fin dagli anni novanta con il telescopio spaziale Hubble, l'oggetto è stato oggetto di molti studi a causa di una ricchezza di processi dinamici che stanno accadendo al suo interno e che si manifestano con dei getti e un flusso molecolare bipolare.

## Scoperta
George Herbig nel 1974 nel suo catalogo preliminare degli oggetti Herbig-Haro riporta che l'oggetto si presenta come una piccola macchia quasi stellare 2' a sud di XZ e HL Tau. Riporta anche di una nebulosità più debole immediatamente a nord-est. Nel 1996 divenne chiaro che l'oggetto è un disco protoplanetario visto di taglio che presenta dei getti.

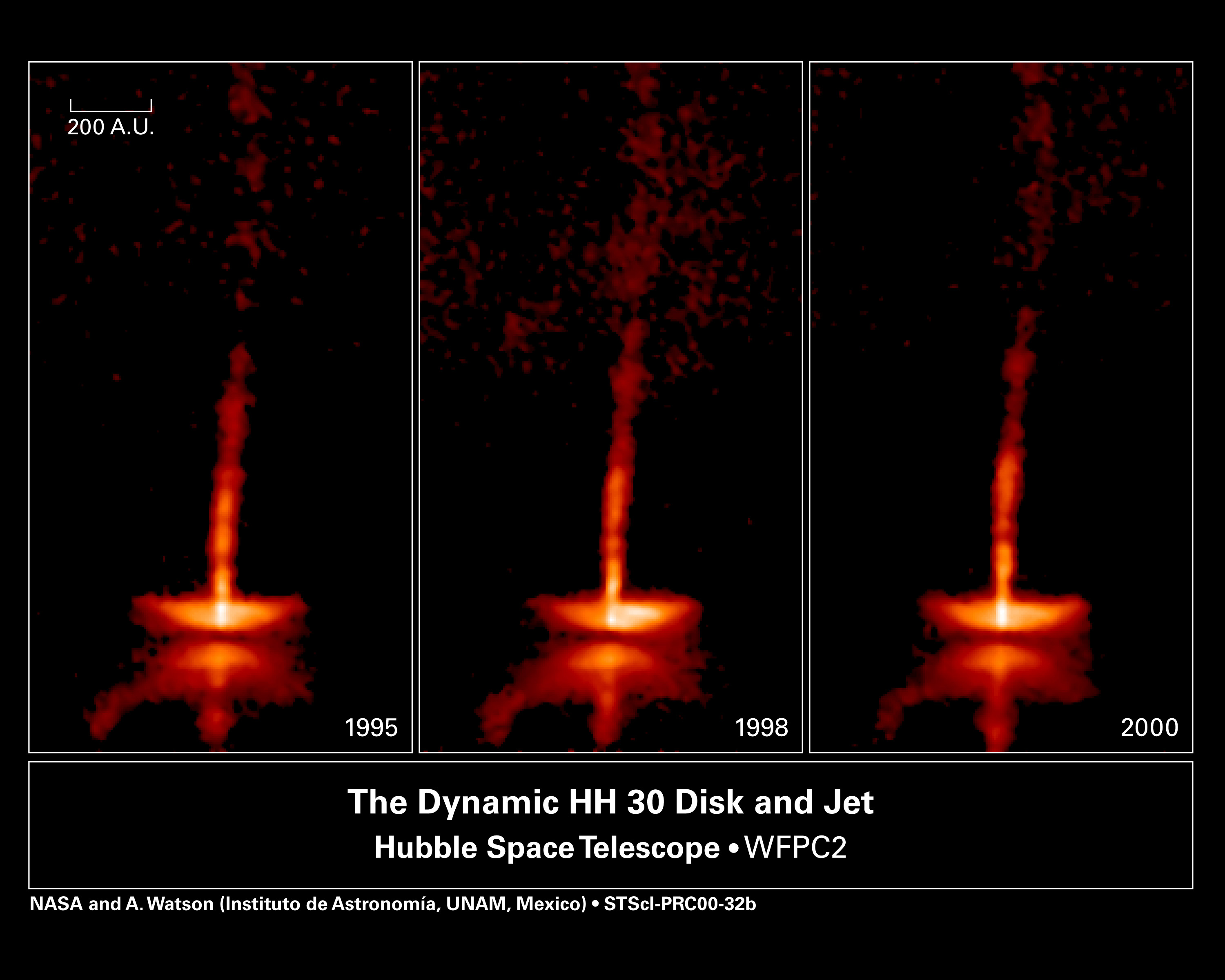
Immagini scattate da HST che mostrano la variazione nella struttura di HH 30 nel corso di cinque anni, dal 1995 al 2000; sono visibili alcuni addensamenti di materia lungo la direzione principale del getto.

## Stella centrale
La stella è nascosta dalla polvere del disco protostellare. Il tipo spettrale rilevato dall' Osservatorio Keck e attorno a M0, corrispondente a una temperatura di circa 3700 Kelvin. La rotazione del disco limita la massa della stella a 0,45 M⊙. A causa dell'oscillazione del getto uno studio suggerì che l'oggetto centrale fosse una stella binaria,  e uno studio seguente di follow-up ha scoperto che la primaria che produce il getto ha una massa di 0,31±0,04 M⊙ e la secondaria di 0,14±0,03 M⊙. I due oggetti sono separati tra loro da 18,0 ± 0,6 unità astronomiche (UA).

## Disco protoplanetario
Le osservazioni dell'oggetto col Telescopio spaziale Hubble hanno mostrato la presenza di un disco di accrescimento circumstellare, di diametro pari a circa 250 unità astronomiche (UA), che appare pressoché di taglio e cela le regioni più intime. L'unica porzione di disco visibile è quella corrispondente ai bordi superiore e inferiore, che riflettono la luce della coppia protostellare. Dal centro del disco si dipartono due getti molecolari, orientati perpendicolarmente al disco, e un flusso molecolare bipolare di CO.
Recenti indagini condotte sulle particolarità del flusso hanno mostrato che al centro del disco non è presente una singola stella in fase di formazione ma una protostella binaria: infatti il disco appare troncato ad un raggio di 37 ± 4 UA dal centro del disco. La spiegazione più semplice di tale fenomeno è la presenza di un troncamento mareale in una coppia di stelle, le quali percorrono un'orbita poco eccentrica con un semiasse maggiore di circa 15 UA. La precessione riscontrata nel getto, che si origina da una delle due componenti del sistema, è dunque dovuta al moto orbitale delle due componenti attorno al baricentro comune.
I getti mostrano una notevole variabilità, dovuta a periodiche eruzioni di materia convogliate lungo il getto dal campo magnetico del sistema ad una velocità di circa 200 km/s.